# 岩倉市
岩仓市（日语：／ Iwakura shi */?）是位於日本愛知縣西北部的城市，位於濃尾平原的中間位置，五條川自其市區中以南北向通過；為愛知縣內面積最小的市級行政區劃，在全日本的排名也是第十小。

## 人口
其人口數在愛知縣內是所有市級行政區劃中的倒數第三，僅多於彌富市和高濱市，但由於面積不大，人口密度在全愛知縣內則是次於名古屋市、大治町、北名古屋市排名第四。此外，轄內巴西人占當地住民比例5%。
| 岩倉市人口分布圖 |                                               |  |
| 岩倉市與日本全國年齡別人口分布比較圖 （2005年資料） | 岩倉市的年齡、男女別人口分布圖 （2005年資料） |  |
| ■紫色是岩倉市 ■綠色是全国 | ■藍色是男性 ■紅色是女性                       |  |
| 岩倉市人口變化 \| 1970年 \| 33,843人 \| \| \| 1975年 \| 41,935人 \| \| \| 1980年 \| 42,800人 \| \| \| 1985年 \| 42,508人 \| \| \| 1990年 \| 43,807人 \| \| \| 1995年 \| 46,175人 \| \| \| 2000年 \| 46,906人 \| \| \| 2005年 \| 47,926人 \| \| \| 2010年 \| 47,340人 \| \| \| 2015年 \| 47,562人 \| \| \| 2020年 \| 47,983人 \| \| |                                               |  |
| 資料來源：日本總務省統計中心提供之人口普查數據 |                                               |  |
| 1970年 | 33,843人                                      |  |
| 1975年 | 41,935人                                      |  |
| 1980年 | 42,800人                                      |  |
| 1985年 | 42,508人                                      |  |
| 1990年 | 43,807人                                      |  |
| 1995年 | 46,175人                                      |  |
| 2000年 | 46,906人                                      |  |
| 2005年 | 47,926人                                      |  |
| 2010年 | 47,340人                                      |  |
| 2015年 | 47,562人                                      |  |
| 2020年 | 47,983人                                      |  |

## 歷史
岩倉市的轄區過去在令制國時代屬於尾張國丹羽郡，在14世紀有馬主殿正曾在此建立井上城，不過於15世紀因拒絕臣服成為尾張國上四郡守護代的織田伊勢守家織田敏廣遭到消滅，此後織田敏廣在此建立岩倉城作為其統治尾張上四郡的據點，不過到16世紀中又因為織田伊勢守家與織田信長的對立，岩倉城在被織田信長攻下後也遭到廢棄。
17世紀進入江戶時代後，大部分區域都成為尾張藩的領地，少部分區域屬於尾張藩御附家老成瀨氏犬山藩和竹腰氏今尾藩的領地。19世紀末明治維新實施廢藩置縣後，原屬各藩的區域分別改隸屬名古屋縣、今尾縣、犬山縣，在1872年的第一次府縣整併後全部區域隸屬新整併的名古屋縣，而名古屋縣在四個月後更名為愛知縣。
1889年日本實施町村制，設立岩倉村，當時的岩倉村位於現今的岩倉市主要市區，在1892年升格改制為岩倉町，在1906年愛知縣的町村整併中與周邊的島野村、豐秋村、幼村整併為新設立的岩倉町，最後於1971年再度升格改制為岩倉市。

### 變遷表
| 1889年10月1日 | 1889年 - 1944年            | 1889年 - 1944年           | 1945年 - 1954年           | 1955年 - 1989年            | 1989年 - 現在              | 現在                       |
| ------------- | -------------------------- | ------------------------- | ------------------------- | -------------------------- | -------------------------- | -------------------------- |
| 幼村          | 幼村                       | 1906年5月1日 合併為千秋村 | 1906年5月1日 合併為千秋村 | 1955年4月7日 併入一宮市    | 1955年4月7日 併入一宮市    | 1955年4月7日 併入一宮市    |
| 幼村          | 幼村                       | 1906年5月1日 合併為岩倉町 | 1906年5月1日 合併為岩倉町 | 1971年12月1日 改制為岩倉市 | 1971年12月1日 改制為岩倉市 | 1971年12月1日 改制為岩倉市 |
| 島野村        |                            | 1906年5月1日 合併為岩倉町 | 1906年5月1日 合併為岩倉町 | 1971年12月1日 改制為岩倉市 | 1971年12月1日 改制為岩倉市 | 1971年12月1日 改制為岩倉市 |
| 豐秋村        |                            | 1906年5月1日 合併為岩倉町 | 1906年5月1日 合併為岩倉町 | 1971年12月1日 改制為岩倉市 | 1971年12月1日 改制為岩倉市 | 1971年12月1日 改制為岩倉市 |
| 岩倉村        | 1892年4月18日 改制為岩倉町 | 1906年5月1日 合併為岩倉町 | 1906年5月1日 合併為岩倉町 | 1971年12月1日 改制為岩倉市 | 1971年12月1日 改制為岩倉市 | 1971年12月1日 改制為岩倉市 |

## 交通
名古屋鐵道犬山線 以南北向自岩倉市中通過，位於市中心的岩倉車站為市內最主要的車站，可在約15分鐘內直接抵達名古屋車站。過去在1960年代以前市內還曾有兩條東西向的路線岩倉支線和一宮線，可自岩倉車站分別往東至現今小牧市的小牧車站和往西至現今一宮市的東一宮車站，現在從小牧車站或一宮車站也可以利用名鐵巴士的客運路線直接進入市內。
名神高速道路和名古屋高速16號一宮線分別自岩倉市的北側和西側通過，可以利用位於一宮市的一宮交流道及一宮南出口進入名古屋周邊的高速公路網。

### 鐵路
- 名古屋鐵道
  - 犬山線：（←北名古屋市） - 大山寺車站 - 岩倉車站 - 石佛車站 - （江南市→）

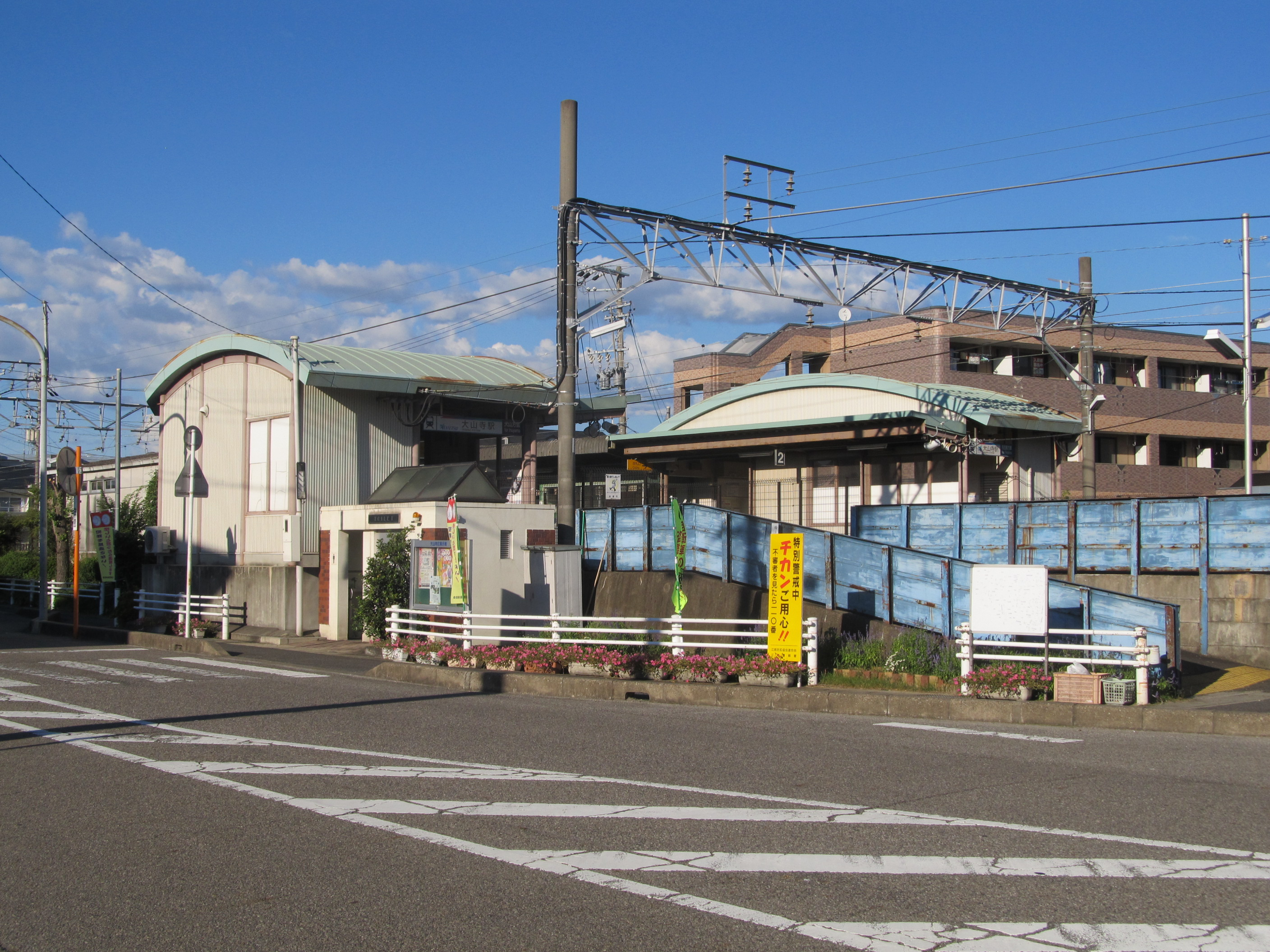
大山寺車站
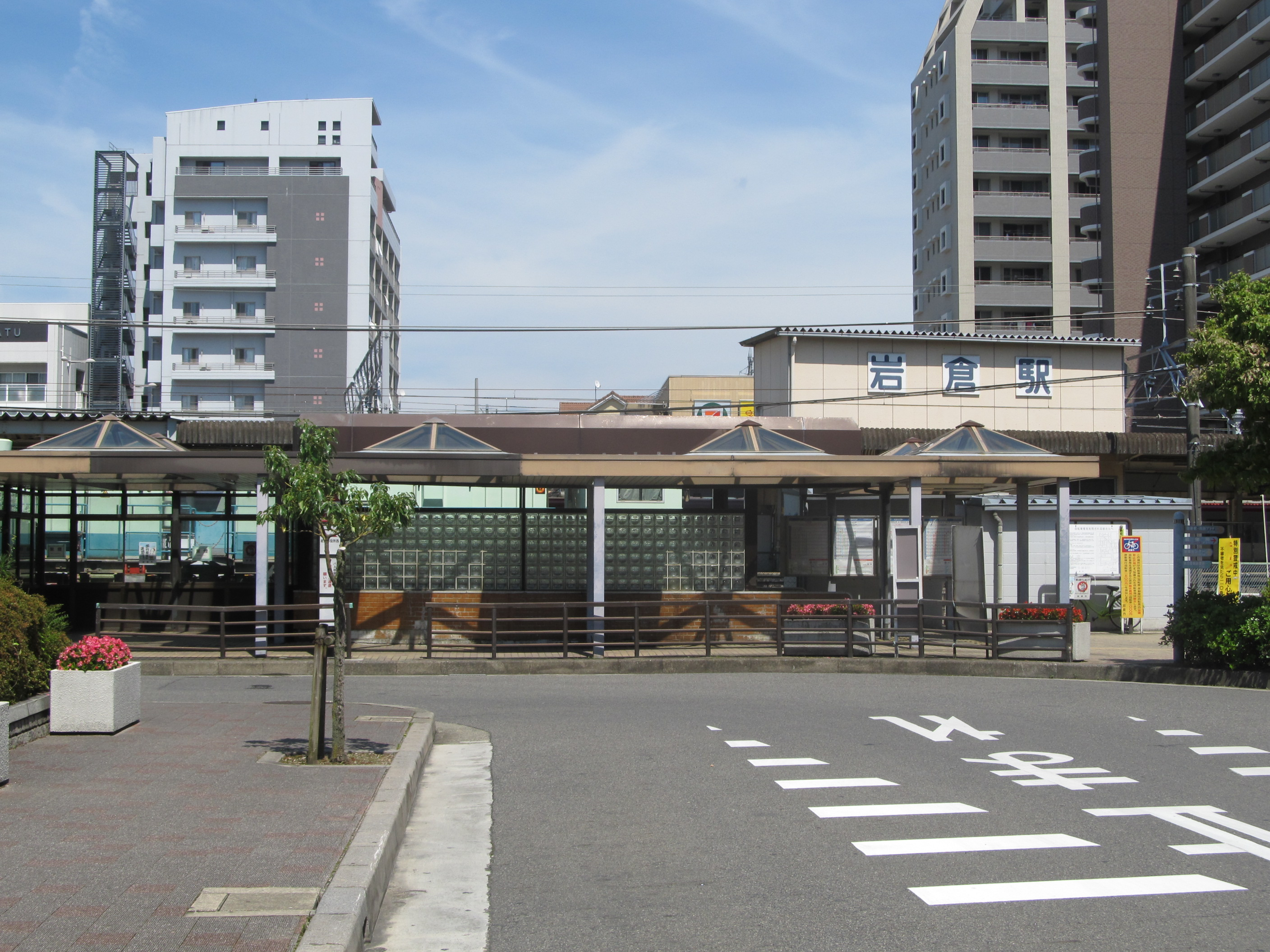
岩倉車站
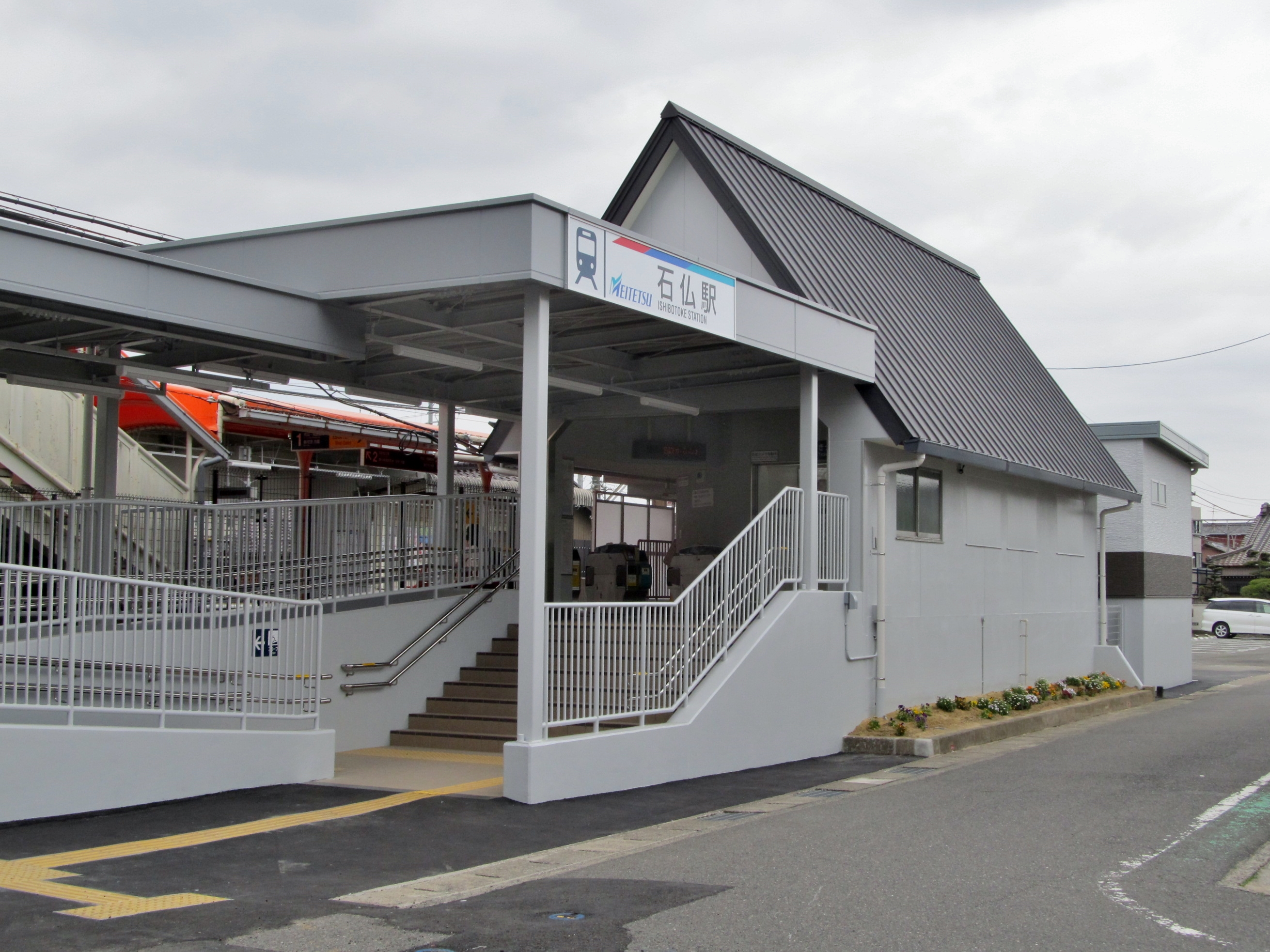
石佛車站

## 觀光資源
五條川沿岸區域為日本櫻名所100選之一，在岩倉市內區域就約有1,400顆櫻花樹，每年春天在此區域會舉辦岩倉櫻花祭。
八月上旬岩倉市內的神社會共同舉辦山車夏季，共有三台山車會在岩倉市內遊行。

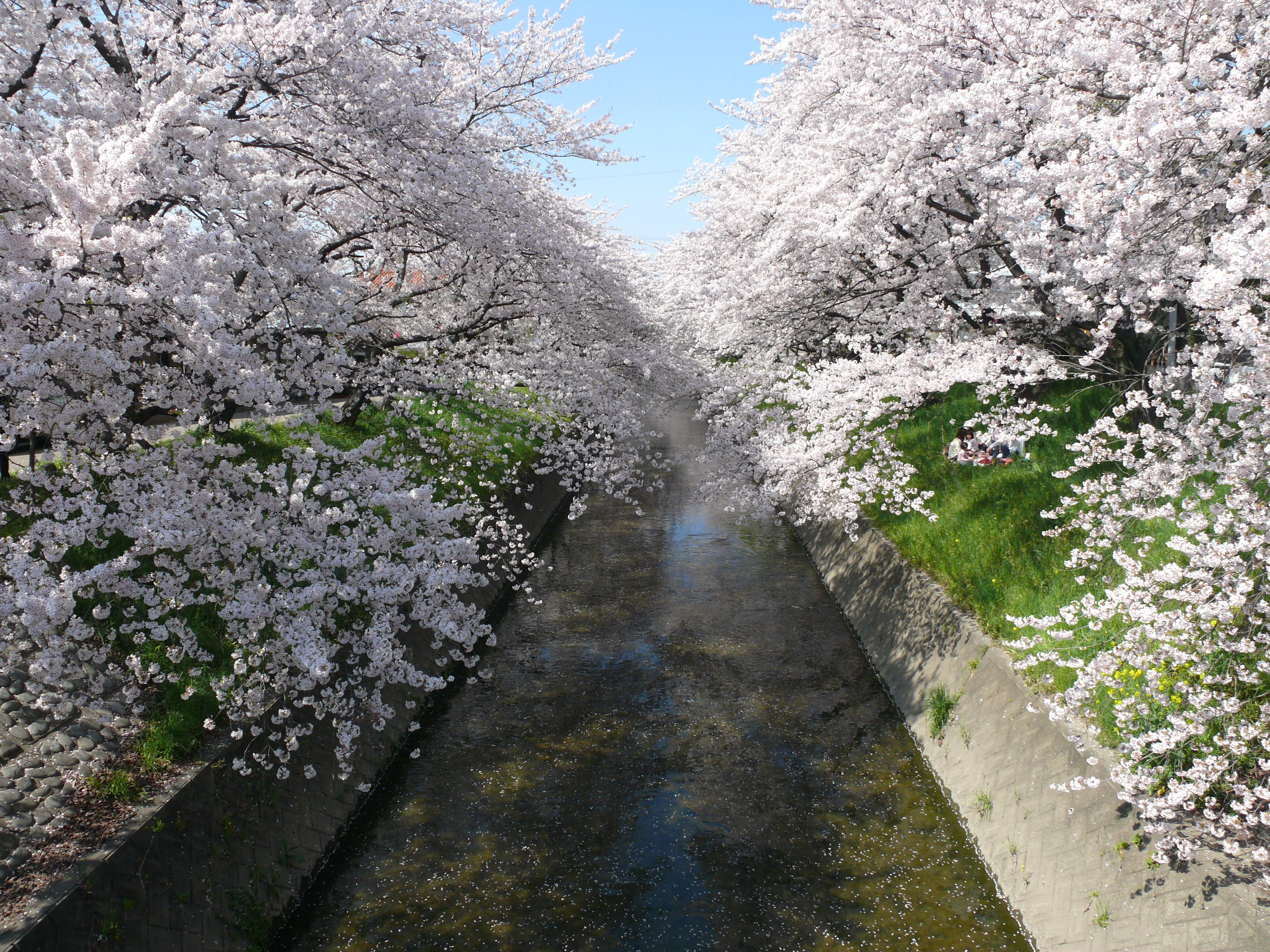
岩倉市五條川沿岸盛開的櫻花
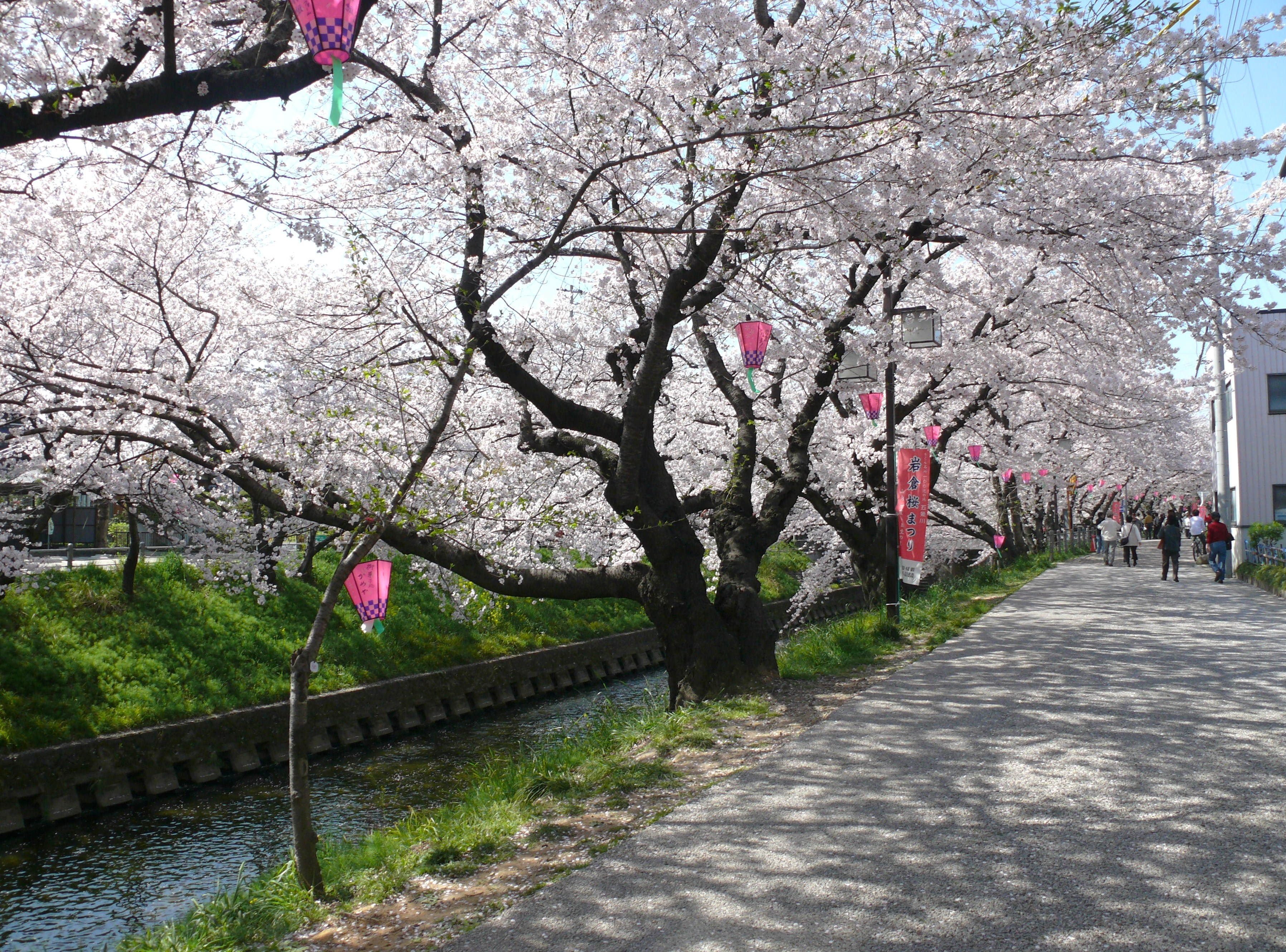
岩倉市五條川沿岸盛開的櫻花
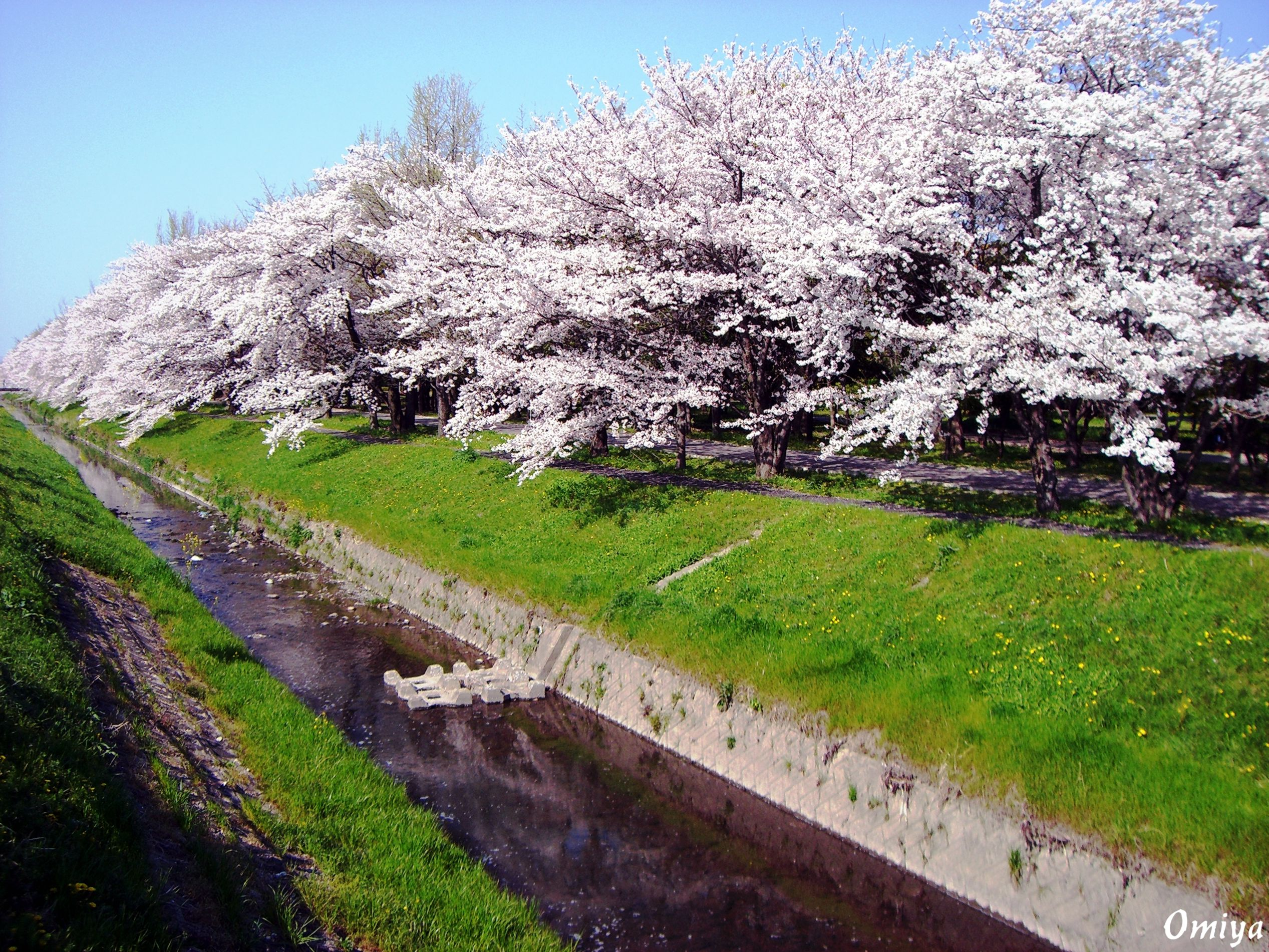
岩倉市五條川沿岸盛開的櫻花

## 姊妹、友好城市

### 日本
- 大野市（福井縣）
過去在1990年代岩倉市助役（日语：副市町村長）曾由來自福井縣和泉村（日语：和泉村 (福井県)）出身者擔任，岩倉市因此開始與和泉村進行交流，並於1996年締結為友好都市；和泉村在2005年併入大野市後，岩倉市與大野市於2007年繼續締結為友好都市。[13]

## 外部連結
- （日語） 岩倉市的Facebook專頁
- （日語） YouTube上的岩倉市頻道
- （日語） 岩倉君的Facebook專頁
- （日語） 岩倉君的Instagram帳戶
- （日語） 岩倉觀光振興會 （页面存档备份，存于）
- （日語） 岩倉觀光振興會的Facebook專頁